# Anagrafe degli italiani residenti all'estero
L'Anagrafe degli italiani residenti all'estero (meglio nota con l'acronimo AIRE) è il registro dei cittadini italiani che risiedono all'estero. Fu istituita con la Legge 470 del 27 ottobre 1988. L'AIRE è confluita, insieme a tutti i dati presenti nelle Anagrafi comunali d'Italia, nell'Anagrafe nazionale della popolazione residente, gestita in modo centralizzato dal Ministero dell'interno.
L'iscrizione all'AIRE permette ai cittadini italiani di esercitare alcuni diritti di cittadinanza al di fuori dell'Italia, ed usufruire di una serie di servizi forniti dalle diverse sedi consolari presenti negli stati esteri, fra cui:
- Votare per le elezioni politiche e referendum per corrispondenza nel Paese di residenza straniero, e per l'elezione dei rappresentanti italiani al Parlamento europeo nei seggi istituiti dalla rete diplomatico-consolare nei Paesi appartenenti all'Unione Europea
- Beneficiare dei Servizi anagrafici e di Stato Civile (rilascio o rinnovo di documenti di identità e di viaggio, nonché altre certificazioni)

## Statistiche

### Ultimo rilevamento
Secondo il rilevamento ufficiale, al 31 dicembre 2022 c'erano 5.933.418 italiani residenti all'estero (in 3.514.410 famiglie). La popolazione residente all'estero, alla stessa data, è così ripartita: 
| Continente di residenza | Iscritti  |
| ----------------------- | --------- |
| Europa                  | 3.246.958 |
| America                 | 2.376.518 |
| Oceania                 | 164.238   |
| Asia                    | 75.851    |
| Africa                  | 69.798    |
| Antartide               | 55        |

| Classe d'età    | Percentuale |
| --------------- | ----------- |
| Fino a 20 anni  | 18,15%      |
| da 21 a 40 anni | 28,07%      |
| da 41 a 60 anni | 28,59%      |
| Oltre 60 anni   | 25,19%      |

Secondo l'Anagrafe nazionale della popolazione residente (ANPR), al 10 maggio 2025, 66.034.513 persone sono registrate in anagrafica nazionale, di cui 6.524.463 residenti all'estero (AIRE). Di conseguenza l'ultimo dato disponibile è che il 9,88% dell'intera popolazione italiana è iscritta all'AIRE, ed ha residenza all'estero.

### Evoluzione
L'evoluzione negli anni del numero degli iscritti all'AIRE (in migliaia) è la seguente:

### Numero
| Anno | Italiani residenti all'estero al 1º gennaio |
| ---- | ------------------------------------------- |
| 2002 | 2.752.000                                   |
| 2003 | 3.045.000                                   |
| 2004 | 3.317.000                                   |
| 2005 | 3.521.000                                   |
| 2006 | 3.548.000                                   |
| 2007 | 3.649.000                                   |
| 2008 | 3.854.000                                   |
| 2009 | 3.854.000                                   |
| 2010 | 3.996.000                                   |
| 2011 | 4.115.000                                   |
| 2012 | 4.341.000                                   |
| 2014 | 4.521.000                                   |
| 2015 | 4.636.647                                   |
| 2016 | 4.811.163                                   |
| 2017 | 4.973.942                                   |
| 2018 | 5.134.000                                   |
| 2020 | 5.652.080                                   |
| 2021 | 5.806.068                                   |
| 2022 | 5.933.418                                   |

| Cittadini italiani residenti all'estero Comunità con oltre 500 residenti (censimenti AIRE 2012, 2016, 2017 e 2022) | Cittadini italiani residenti all'estero Comunità con oltre 500 residenti (censimenti AIRE 2012, 2016, 2017 e 2022) | Cittadini italiani residenti all'estero Comunità con oltre 500 residenti (censimenti AIRE 2012, 2016, 2017 e 2022) | Cittadini italiani residenti all'estero Comunità con oltre 500 residenti (censimenti AIRE 2012, 2016, 2017 e 2022) | Cittadini italiani residenti all'estero Comunità con oltre 500 residenti (censimenti AIRE 2012, 2016, 2017 e 2022) |
| Paese | 31/12/2012 | 31/12/2016 | 31/12/2017 | 31/12/2022 |
| --- | --- | --- | --- | --- |
| Argentina | 691000 | 804261 | 868265 | 921544 |
| Germania | 683000 | 723691 | 743622 | 822243 |
| Svizzera | 557000 | 609949 | 614996 | 639251 |
| Brasile | 304000 | 395012 | 415887 | 558233 |
| Francia | 391000 | 403537 | 411839 | 464438 |
| Regno Unito | 187000 | 283151 | 300629 | 457859 |
| Stati Uniti | 210000 | 257374 | 265733 | 307260 |
| Belgio | 287000 | 266526 | 268828 | 279396 |
| Spagna | 124013 | 152483 | 164384 | 233886 |
| Australia | 133123 | 143788 | 147160 | 157646 |
| Canada | 137045 | 141203 | 140633 | 142996 |
| Uruguay | 90603 | 96790 | 98000 | 110787 |
| Venezuela | 116329 | 122483 | 118314 | 107169 |
| Cile | 52006 | 56833 | 58299 | 66035 |
| Paesi Bassi | 35715 | 41639 | 43604 | 57833 |
| Austria | 21581 | 29291 | 31448 | 42922 |
| Perù | 30513 | 33161 | 33740 | 36038 |
| Sudafrica | 31734 | 33919 | 34208 | 33371 |
| Lussemburgo | 23960 | 27661 | 28550 | 32766 |
| Irlanda | 8545 | 13439 | 15845 | 24408 |
| Colombia | 14216 | 18554 | 19613 | 22107 |
| Messico | 13409 | 17371 | 18423 | 21676 |
| Ecuador | 14835 | 17843 | 18245 | 20241 |
| Portogallo | 4955 | 6549 | 8733 | 20166 |
| Israele | 11328 | 14068 | 14882 | 19484 |
| Svezia | 9666 | 12510 | 13227 | 17125 |
| Croazia | 13019 | 15731 | 15990 | 17081 |
| San Marino | 11934 | 13518 | 13780 | 15275 |
| Paraguay | 8502 | 10330 | 10713 | 13020 |
| Grecia | 10982 | 11719 | 11868 | 12922 |
| Emirati Arabi Uniti                                                                                                | 4133 | 9489 | 10255 | 12230 |
| Danimarca | 5328 | 7410 | 8000 | 12021 |
| Panama | 3688 | 7654 | 8321 | 10104 |
| Rep. Dominicana | 6077 | 7350 | 7180 | 9867 |
| Malta | 1858 | 4506 | 5548 | 9433 |
| Romania | 3810 | 6034 | 6493 | 9248 |
| Polonia | 3392 | 5166 | 5657 | 8768 |
| Cina | 6746 | 9150 | 9362 | 8374 |
| Norvegia | 3309 | 5138 | 5569 | 8266 |
| Monaco | 6803 | 8049 | 8112 | 8023 |
| Rep. Ceca | 3208 | 4793 | 5200 | 7288 |
| Tunisia | 3537 | 5268 | 5653 | 6974 |
| Costa Rica | 4661 | 5720 | 5984 | 6500 |
| Marocco | 2680 | 4616 | 5079 | 6101 |
| Guatemala | 4370 | 5068 | 5217 | 6060 |
| Nuova Zelanda | 2947 | 3872 | 4237 | 5988 |
| Egitto | 4139 | 4931 | 5086 | 5783 |
| Giappone | 2789 | 3995 | 4298 | 5770 |
| Thailandia | 3081 | 4949 | 5117 | 5706 |
| Slovenia | 3425 | 4437 | 4657 | 5459 |
| Turchia | 3921 | 4919 | 4906 | 5333 |
| Finlandia | 2747 | 3600 | 3768 | 5028 |
| Ungheria | 2566 | 3481 | 3689 | 4945 |
| Russia | 2355 | 3352 | 3607 | 4364 |
| Bolivia | 2891 | 3688 | 3796 | 4079 |
| Cuba | 2266 | 3358 | 3655 | 4028 |
| Singapore | 1968 | 3334 | 3518 | 3982 |
| Bulgaria | 889 | 1891 | 2136 | 2918 |
| El Salvador | 2377 | 2643 | 2636 | 2889 |
| Libano | 1770 | 2202 | 2297 | 2435 |
| Senegal | 684 | 1222 | 1543 | 2366 |
| Albania | 735 | 1385 | 1497 | 2228 |
| Slovacchia | 1010 | 1507 | 1578 | 2144 |
| Serbia | 1100 | 1528 | 1584 | 2050 |
| Qatar | 676 | 1545 | 1702 | 1997 |
| Liechtenstein | 1513 | 1651 | 1667 | 1865 |
| Filippine | 1035 | 1383 | 1494 | 1799 |
| Kenya | 1602 | 1715 | 1710 | 1597 |
| Cipro | 719 | 988 | 1053 | 1538 |
| Nicaragua | 1162 | 1305 | 1355 | 1523 |
| Indonesia | 1105 | 1351 | 1371 | 1486 |
| Honduras | 1103 | 1216 | 1290 | 1401 |
| Arabia Saudita | 883 | 1316 | 1337 | 1384 |
| Giordania | 910 | 1128 | 1186 | 1321 |
| Etiopia | 1318 | 1389 | 1426 | 1270 |
| India | 1066 | 1202 | 1209 | 1162 |
| Bosnia ed Erzegovina                                                                                               | 666 | 830 | 843 | 1030 |
| Malaysia | 674 | 868 | 886 | 996 |
| Algeria | 699 | 1000 | 1051 | 968 |
| Vietnam | 387 | 620 | 685 | 951 |
| Estonia | 234 | 426 | 468 | 892 |
| Ucraina | 474 | 747 | 822 | 880 |
| Taiwan | 323 | 563 | 613 | 861 |
| Nigeria | 1022 | 1061 | 960 | 840 |
| Ghana | 314 | 550 | 562 | 724 |
| Libia | 624 | 645 | 644 | 691 |
| Andorra | 431 | 487 | 507 | 672 |
| Corea del Sud | 302 | 486 | 498 | 671 |
| Costa d'Avorio | 359 | 560 | 583 | 658 |
| Lituania | 145 | 230 | 284 | 656 |
| Mozambico | 593 | 585 | 586 | 633 |
| Moldavia | 202 | 390 | 428 | 621 |
| Zimbabwe | 703 | 641 | 649 | 595 |
| Mauritius | 372 | 494 | 504 | 594 |
| Macedonia del Nord                                                                                                 | 180 | 354 | 392 | 591 |
| Bermuda | 0 | 0 | 0 | 564 |
| RD del Congo | 632 | 654 | 658 | 571 |
| Bangladesh | 188 | 253 | 320 | 531 |
| Islanda | 208 | 278 | 309 | 555 |
| Madagascar | 431 | 478 | 488 | 512 |
| Zambia | 501 | 547 | 546 | 501 |
| Bahrein | 249 | 362 | 365 | 500 |

| Cittadini italiani residenti all'estero Comunità con meno di 500 residenti (censimento AIRE 2012, 2016 & 2017) | Cittadini italiani residenti all'estero Comunità con meno di 500 residenti (censimento AIRE 2012, 2016 & 2017) | Cittadini italiani residenti all'estero Comunità con meno di 500 residenti (censimento AIRE 2012, 2016 & 2017) | Cittadini italiani residenti all'estero Comunità con meno di 500 residenti (censimento AIRE 2012, 2016 & 2017) | Cittadini italiani residenti all'estero Comunità con meno di 500 residenti (censimento AIRE 2012, 2016 & 2017) |
| Paesi | 31/12/2012 | 31/12/2016 | 31/12/2017 | 31/12/2022 |
| --- | --- | --- | --- | --- |
| Kuwait | 368 | 435 | 466 | |
| Tanzania | 431 | 535 | 505 | 465 |
| Capo Verde | 293 | 429 | 423 | |
| Eritrea | 742 | 610 | 607 | 407 |
| Camerun | 388 | 399 | 404 | |
| Iran | 333 | 385 | 375 | |
| Uganda | 357 | 371 | 373 | |
| Palestina | | 355 | 372 | |
| Oman | 205 | 350 | 365 | |
| Siria | 506 | 347 | 325 | |
| Montenegro | 244 | 314 | 322 | |
| Bahamas | 199 | 260 | 292 | |
| Kazakistan | 243 | 280 | 291 | |
| Seychelles | 209 | 255 | 287 | |
| Rep. del Congo                                                                                                 | 198 | 298 | 283 | |
| Pakistan | 197 | 270 | 283 | |
| Angola | 265 | 275 | 280 | |
| Lettonia | 119 | 231 | 261 | |
| Gabon | 174 | 257 | 244 | |
| Sri Lanka | 115 | 251 | 240 | |
| Namibia | 198 | 220 | 225 | |
| Bielorussia | 159 | 218 | 220 | |
| Cambogia | 86 | 165 | 170 | |
| Georgia | 66 | 141 | 156 | |
| Haiti | 134 | 155 | 153 | |
| Malawi | 162 | 135 | 150 | |
| Sudan | 123 | 126 | 128 | |
| Kosovo | 50 | 102 | 126 | |
| Ruanda | 116 | 111 | 122 | |
| Antigua e Barbuda                                                                                              | 85 | 111 | 120 | |
| Gibuti | 122 | 112 | 113 | |
| Trinidad e Tobago                                                                                              | 95 | 110 | 112 | |
| Azerbaigian | 50 | 94 | 107 | |
| Birmania | 30 | 142 | 105 | |
| Giamaica | 77 | 99 | 104 | |
| Laos | 42 | 89 | 101 | |
| Iraq | 31 | 87 | 89 | |
| Mali | 51 | 89 | 87 | |
| Burkina Faso                                                                                                   | 65 | 92 | 82 | |
| Burundi | 103 | 82 | 80 | |
| Botswana | 76 | 80 | 75 | |
| Maldive | 38 | 54 | 75 | |
| Armenia | 49 | 73 | 64 | |
| Yemen | 87 | 65 | 61 | |
| Benin | 45 | 59 | 60 | |
| Nepal | 32 | 47 | 60 | |
| Barbados | 39 | 61 | 59 | |
| Brunei | 21 | 53 | 53 | |
| eSwatini | 62 | 50 | 52 | |
| Ciad | 49 | 55 | 52 | |
| Mauritania | 51 | 51 | 44 | |
| Guinea Equatoriale                                                                                             | 62 | 59 | 43 | |
| Niger | 19 | 31 | 40 | |
| Uzbekistan | 26 | 27 | 39 | |
| Mongolia | 22 | 34 | 39 | |
| Saint Vincent e Grenadine                                                                                      | 11 | 23 | 38 | |
| Rep. Centrafricana                                                                                             | 50 | 32 | 36 | |
| Tonga | 31 | 36 | 35 | |
| Guinea-Bissau                                                                                                  | 30 | 37 | 35 | |
| Grenada | 40 | 34 | 34 | |
| Kirghizistan                                                                                                   | 35 | 40 | 34 | |
| Afghanistan | 51 | 33 | 32 | |
| Guinea | 24 | 27 | 31 | |
| Figi | 28 | 35 | 25 | |
| Belize | 17 | 26 | 25 | |
| Papua Nuova Guinea                                                                                             | 36 | 28 | 24 | |
| Timor Est | 24 | 24 | 24 | |
| Sudan del Sud                                                                                                  | 4 | 21 | 24 | |
| Liberia | 21 | 27 | 23 | |
| Vanuatu | 28 | 20 | 21 | |
| Saint Lucia | 22 | 21 | 21 | |
| Città del Vaticano                                                                                             | 22 | 22 | 21 | |
| Gambia | 15 | 16 | 21 | |
| Sierra Leone                                                                                                   | 21 | 23 | 20 | |
| Turkmenistan                                                                                                   | 8 | 15 | 12 | |
| São Tomé e Príncipe                                                                                            | 8 | 9 | 10 | |
| Saint Kitts e Nevis                                                                                            | 2 | 5 | 10 | |
| Samoa | 17 | 14 | 9 | |
| Micronesia | 3 | 8 | 6 | |
| Corea del Nord                                                                                                 | 2 | 7 | 6 | |
| Lesotho | 9 | 5 | 4 | |
| Somalia | 4 | 3 | 4 | |
| Dominica | 1 | 5 | 4 | |
| Palau | 3 | 2 | 3 | |
| Guyana | 2 | 3 | 3 | |
| Comore | 3 | 4 | 2 | |
| Isole Cook | 1 | 1 | 2 | |